# Leonardo Valencia
Leonardo Felipe Valencia Rossel, mais conhecido como Leo Valencia (Santiago, 25 de abril de 1991) é um futebolista chileno que joga como volante ou meia. Atualmente defende o Audax Italiano.

## Carreira

### Universidad de Chile
Nascido em Santiago, Valencia foi formado nas categorias de base da Universidad de Chile, não chegou a jogar pelo time profissional.

### Deportes Melipilla
De 2008 a 2010 jogou pelo Deportes Melipilla emprestada pela La 'U'.

### Unión La Calera
Em 2011, foi emprestado ao Unión La Calera. Na temporada de 2012, foi titular no jogo contra seu ex-clube. Ainda na temporada de 2012, fez um gol na derrota para o O'Higgins por 3 a 2 que quase classificou o Unión La Calera para a fase final do Campeonato Chileno.

### Retorno ao Palestino
Em 2016, marcou um dos gols da eliminação do Flamengo na Copa Sul-Americana. Valencia participou de 141 partidas e marcou 57 gols na temporada 2016–17, tendo grande destaque, especialmente entre setembro e março. Ao final do contrato, 30 de junho, deixou o clube.

### Botafogo
No dia 9 de julho de 2017, Valencia chegou ao Rio de Janeiro para assinar com o Botafogo, sendo um dos principais jogadores do elenco. Marcou seu primeiro gol com a camisa do clube na vitória do Botafogo sobre o Nova Iguaçu Futebol Clube por 2 a 1, em jogo válido pela Taça Rio de 2018. No dia 10 de junho, pelo brasileirão, Valencia cobrou uma falta espetacular a 27 metros do gol. Garantindo o empate em 3 a 3 fora de casa contra o Bahia.
Em outra rodada do mesmo campeonato contra o São Paulo, Valencia recebeu um passe fora da área e acertou o ângulo com um chute potente de esquerda. Mesmo assim não impedindo a derrota por 3 a 2. Algum tempo depois, pelas oitavas-de-final da Copa Sul-americana, Leo recebeu passe de Matheus Fernandes, driblou o marcador do Nacional e acertou um chute no canto esquerdo, classificando o clube para a fase de quartas.
Em um jogo contra o Flamengo pela 33º rodada do Campeonato Brasileiro, Valencia cobrou uma falta quase sem ângulo, mesmo assim encobrindo César e abrindo vantagem de 2 a 0. Terminou o Campeonato Brasileiro de 2018, entre os líderes assistências no campeonato.

### Colo-Colo
Após rescindir com o Botafogo, foi anunciado pelo Colo-Colo por duas temporadas.

## Seleção Chilena
As boas atuações com a camisa do Palestino renderam a convocação de Valencia para a Seleção Chilena que disputou a Copa das Confederações e ficou com vice-campeonato

## Títulos
Universidad de Chile
- Copa Chile: 2015
- Supercopa do Chile: 2015

Botafogo
- Campeonato Carioca: 2018

Colo-Colo
- Copa Chile: 2019 e 2021